# Petersburg (Friesland)
Petersburg (Fries: Petersburch) is een buurtschap in de gemeenten Ooststellingwerf en Opsterland, in de Nederlandse provincie Friesland. Het plaatsje ligt tussen Donkerbroek en Klein Groningen aan de N381.
In Petersburg ligt een brug over de Opsterlandse Compagnonsvaart. Nabij Petersburg ligt de buurtschap Moskou.

## Naamsverklaring
De buurtschap zou zijn genoemd naar ene Pieter Blauw, een turfsteker die eind achttiende eeuw op de heide ten noorden van Donkerbroek van zijn huis een kroeg maakte. Op een uithangbord zou hebben gestaan: Ik woon hier aan de weg. Wat heb ik meer te wenschen. Dan zegen van de heer. En gunst van alle mensen. Nadat het café in verval was geraakt, zou het Pieter's Burcht zijn genoemd, wat vervolgens werd verbasterd tot Petersburg. Volgens Karel Gildemacher is er echter geen bewijs voor een verband met een Pieter Blaauw (sic). Hij acht het waarschijnlijker dat de buurtschap, die volgens hem in de 19e eeuw ontstond en in 1857 voor het eerst in schriftelijke bronnen voorkomt, werd genoemd naar de Russische stad Sint-Petersburg.
Dorpen: Bakkeveen · Beetsterzwaag · Drachten-Azeven · Frieschepalen · Gorredijk · Hemrik · Jonkersland · Langezwaag · Lippenhuizen · Luxwoude · Nij Beets · Olterterp · Siegerswoude · Terwispel · Tijnje · Ureterp · Waskemeer (klein deel) · Wijnjewoude

Buurtschappen: Allardsoog (deels) · Haneburen · Hanebuurt · Heidehuizen · Hemrikerverlaat · Klein Groningen · Kooibos · Kortezwaag · Moskou (deels) · Nieuwe Vaart · Oosterend · Oud Beets · Petersburg (deels) · Rolbrug · Selmien · Sparjebird · Uilesprong · Ureterp aan de Vaart · Voorwerk · Vosseburen · Welgelegen (deels) · Wijngaarden · Wijnjeterpverlaat

Friesland: Steden en dorpen      Nederland: Provincies · Gemeenten